# Vitis giradiana
Vitis giradiana är en vinväxtart som beskrevs av Munson. Vitis giradiana ingår i släktet vinsläktet, och familjen vinväxter. Inga underarter finns listade i Catalogue of Life.